# Martin Schieder
Martin Schieder (* 1965 in Heidelberg) ist ein deutscher Kunsthistoriker. Er forscht und lehrt als Professor für moderne und zeitgenössische Kunst an der Universität Leipzig.

## Leben
Nach einem Studium der Klassischen Archäologie, Geschichte und Kunstgeschichte in Heidelberg und Berlin promovierte er 1994 am Kunsthistorischen Institut der Freien Universität Berlin über „Jenseits der Aufklärung. Die religiöse Malerei im ausgehenden Ancien Régime“; sein Buch wurde 2012 mit dem Prix Marianne Roland Michel der Fondation Marianne & Roland Michel und des Institut de France ausgezeichnet. Seine Habilitation „Im Blick des anderen. Die deutsch-französischen Kunstbeziehungen, 1945–1959“ wurde mit dem Deutsch-französischen Parlamentspreis 2005 des Deutschen Bundestages und der Assemblée Nationale ausgezeichnet.
Von 1994 bis 1996 arbeitete Schieder als wissenschaftlicher Volontär am Ludwig Museum und am Mittelrhein-Museum in Koblenz. Das Angebot, die Leitung des Ludwig Museums zu übernehmen, lehnte er ab und war stattdessen als wissenschaftlicher Assistent (1996–2004), als Gastprofessor an der Freien Universität Berlin (2004–2007), als Vertretungsprofessor am Institut für Bildende Kunst und Kunstwissenschaft der Universität Hildesheim (2007) sowie als stellvertretender Direktor am Deutschen Forum für Kunstgeschichte in Paris (1997–2001) tätig. 2007 erhielt er die Zulassung durch den Conseil National des Universités (CNU) für die Kandidatur als Professeur des universités für Histoire et civilisations (histoire des mondes modernes) an einer französischen Hochschule. 2008 trat er eine Professur für moderne und zeitgenössische Kunst an der Universität Leipzig an.
Er war Stipendiat der Maison des Sciences de l’Homme in Paris (1991), Stipendiat des Landes Berlin gemäß dem Nachwuchsförderungsgesetz (NaFöG) (1991–1993), Paul Mellon Visiting Senior Fellow am Center for advanced Study in the visual Art in Washington, D.C. (2001), Guest Researcher am Getty Research Institute in Los Angeles (2010, 2016, 2018 und 2024), Scholar am Getty Research Institute (2013–2014), Gastprofessor am Labex ENHE (Ecrire une nouvelle histoire de l’Europe) an der Université de Sorbonne in Paris (2015) sowie Gastprofessor am Institut für Kunstgeschichte der Karls-Universität Prag (2019).
Schieder hat zahlreiche Veröffentlichungen zur Kunst vom 18. Jahrhundert bis zur Gegenwart, zum Surrealismus, zum deutsch-französischen Kulturtransfer, zur Kunst in der DDR, zur Geschichte der Kunstkritik, zum Exil sowie zu den Exhibition Studies und Studio Studies vorgelegt.

## Schriften
- Jenseits der Aufklärung. Die religiöse Malerei im ausgehenden Ancien Régime, Berlin 1997 (Berliner Schriften zur Kunst, Bd. IX).
- mit Thomas W. Gaehtgens (Hrsg.): Mäzenatisches Handeln. Studien zur Kultur des Bürgersinns in der Gesellschaft, Berlin 1998 (Bürgerlichkeit – Wertewandel – Mäzenatentum, hrsg. von Thomas W. Gaehtgens, Jürgen Kocka und Reinhard Rürup, Bd. I).
- mit Uwe Fleckner und Michael F. Zimmermann (Hrsg.): Jenseits der Grenzen. Französische und deutsche Kunst vom Ancien Régime bis zur Gegenwart. Thomas W. Gaehtgens zum 60. Geburtstag, 3 Bde. (Inszenierung der Dynastien – Kunst der Nationen – Dialog der Avantgarden), Köln 2000.
- mit Thomas W. Gaehtgens, Christian Michel, Daniel Rabreau (Hrsg.): L’art et les normes sociales au XVIIIe siècle, Paris 2001 (Passages/Passagen, Bd. 2).
- Expansion / Integration. Die Kunstausstellungen der französischen Besatzung im Nachkriegsdeutschland, München und Berlin 2003 (Passerelles 3).
- Im Blick des anderen. Die deutsch-französischen Kunstbeziehungen 1945–1959 (mit einem Vorwort von Werner Spies und einem Gedicht von K. O. Götz), Berlin 2005 (Passagen/Passages, Bd. 12), https://doi.org/10.1524/9783050084756.
- mit Isabelle Ewig (Hrsg.): In die Freiheit geworfen. Positionen zur deutsch-französischen Kunstgeschichte nach 1945 (mit einem Vorwort von Thomas W. Gaehtgens), Berlin 2006 (Passagen/Passages, Bd. 13), https://doi.org/10.1524/9783050085173.
- mit Friederike Kitschen (Hrsg.): Art vivant. Quellen und Kommentare zu den deutsch-französischen Kunstbeziehungen 1945–1960, Berlin 2011 (Passagen/Passages, Bd. 14), https://doi.org/10.1524/9783050061313.
- mit Guido Reuter (Hrsg.): Inside / Outside. Das Atelier in der zeitgenössischen Kunst, Petersberg 2012.
- mit Sigrid Hofer (Hrsg.): Fotografieren in der DDR, Dresden 2014 (Schriftenreihe des Arbeitskreises Kunst in der DDR, Bd. 2).
- Eugène Delacroix & Paul Delaroche. Geschichte als Sensation (Ausstellungskatalog, Museum der bildenden Künste Leipzig), hrsg. von Hans-Werner Schmidt und Jan Nicolaisen in Zusammenarbeit mit Martin Schieder, Petersberg 2015.
- Au-delà des Lumières. La peinture religieuse à la fin de l'Ancien Régime (mit einem Vorwort von Christophe Leribault), Paris 2015 (Passages/Passagen, Bd. 53).
- mit Julia Drost, Fabrice Flahutez und Anne Helmreich (Hrsg.): Networking Surrealism in the USA. Agents, Artists, and the Market, Paris und Heidelberg: arthistoricum.net, 2019 (Passages online, Band 3), doi:10.11588/arthistoricum.485.
- mit Thomas Kirchner und Antje Kramer-Mallordy (Hrsg.): Hans Hartung et l’abstraction. « Réalité autre, mais réalité quand même », Dijon 2020.
- mit Julia Drost und Fabrice Flahutez (Hrsg.): Le surréalisme et l’argent, Paris und Heidelberg: arthistoricum.net, 2021 (Passages online, Band 4), doi:10.11588/arthistoricum.612.
- mit Markus A. Castor und Wiebke Windorf (Hrsg.): Entre croyance aux miracles et iconoclasme. L’espace sacré en France au XVIIIe siècle, Paris und Heidelberg: arthistoricum.net, 2024 (Passages online, Band 18); doi:10.11588/arthistoricum.991.

## Auszeichnungen
- 2005: Deutsch-französischer Parlamentspreis[1]
- 2012: Prix Marianne Roland Michel der Fondation Marianne & Roland Michel und des Institut de France[2]